# Katharina af Aragonien
Katharina af Aragon (også Katharina af Aragonien, spansk Catalina de Aragón y Castilla eller Catalina de Trastámara y Trastámara, engelsk Catherine of Aragon) (født 16. december 1485, død 7. januar 1536) var den engelske konge Henrik 8. af Englands første hustru. Hun var dronning fra 1509, til kongen i 1533 lod ægteskabet annullere. Kong Henrik gik på grund af denne annullering mod paven og den Romerskkatolske kirke og gjorde sig selv til overhoved i den nye engelske kirke.
Hun blev døbt Catalina. Hun underskrev sig Catherine og Katharina. Det var sjældent i det 16. århundrede, at navne blev stavet ens, og hun underskrev sig på forskellige måder. Et brev fra hendes første forlovede, prins Arthur af Wales, er adresseret til prinsesse Katerine. Hendes datter Maria kaldte hende Kateryn i breve.
Hun er beskrevet som en venlig og mild kvinde. William Shakespeare skrev at hun var: "Dronningen over alle jordiske dronninger", og selv hendes største fjende, Thomas Cromwell, sagde om hende efter sejren ved Flodden, som hun havde stor andel i: "Hvis det ikke havde været for hendes køn, ville hun kunne have besejret alle heltene i historien". Katharina var katolik og medlem af den spanske Franciskanerorden. Hun var pertentlig i sin religion med talrige messer, bønner, bekendelser og bod, hvilket hun anså for nødvendigt for at kunne udføre sine pligter.
Hun var fortaler for, at kvinder havde ret til en uddannelse, og den kontroversielle bog The Education of Christian Women af Juan Luis Vives blev dediceret til hende. Hun var en stor beundrer af renæssancehumanisme og personlig ven med Erasmus af Rotterdam og Thomas More.

## Begyndelsen
Katharina blev født i Alcalá de Henares ved Madrid i Spanien den 16. december 1485 som det yngste overlevende barn af regentparret Ferdinand 2. af Aragonien og Isabella 1. af Kastilien. Katharina var ikke særlig høj med langt gyldent rødbrunt hår, der var et kendetegn for familien Trastámara, der var efterkommere af Peter 1. af Kastilien, et rundt ansigt med store blå øjne og en lys teint. Resten af livet blev hun beskrevet som: "Det smukkeste væsen i verden", og der var: "Ingenting der manglede på hende, som den smukkeste pige skulle have". Thomas More sagde om hende: "Der var få kvinder, der kunne konkurrere med dronning (Katharina) i hendes velmagtsdage".
Hun var på sin mors side beslægtet med det engelske kongehus, da både hendes oldemor, Katharina af Lancaster, og tipoldemor, Filippa af Lancaster, var døtre af John af Gaunt og dermed børnebørn af Edvard 3. af England. Det betød, at hun langt ude var i familie med både Henrik 7. af England og sin svigermor Elizabeth af York.
Hun blev undervist af domprovst Alessandro Geraldini, og hun studerede religion, klassikerne, latin, historie, krigsførelse, heraldik og slægtsforskning. Hun fik en streng religiøs opdragelse og udviklede en stærk tro, der skulle blive hende til støtte og hjælp senere i livet. Katharina lærte også at sy, kniple, brodere, spille musik og danse. Hun lærte desuden fransk og græsk og kunne tale, skrive og læse spansk og latin. Hendes ven Erasmus sagde om hende, at hun "elskede god litteratur som hun havde studeret siden barndommen".
Allerede i en ung alder blev Katharina betragtet som en passende brud for kronprins Arthur Tudor, den ældste søn af den engelske konge Henrik 7., på grund af hendes forbindelser til den engelske trone.
Aftale om medgiften blev indgået, og det unge par begyndte at korrespondere med hinanden på latin. Den 19. maj 1499 blev de gift pr. stedfortræder.

## Ægteskab med Arthur
Da Arthur fyldte 15 år, blev det besluttet, at tiden var inde til deres bryllup, og de mødtes første gang den 4. november 1501 på Dogmersfield i Hampshire. Meget lidt vides om deres første møde og deres første indtryk af hinanden, men Arthur skrev til sine svigerforældre, at han ville være en "trofast og kærlig ægtemand", og han fortalte sine forældre, at han var ovenud lykkelig for at se sin smukke brud. De opdagede hurtigt, at de havde svært ved at forstå hinanden, da de havde lært forskellige udtaler af latin. Ti dage senere 14. november 1501 stod brylluppet i Saint Paul's Cathedral.
Efter brylluppet blev prins Arthur sendt til Ludlow Castle ved grænsen til Wales for at varetage sine pligter som prins af Wales, og hans brud fulgte efter. Parret indkvarterede sig på Castle Lodge, men efter et par måneder blev de begge alvorligt syge, angiveligt af den engelske svedesot. Arthur bukkede under og døde den 2. april 1502, og Katharina overlevede kun med nød og næppe.
Efter det ulykkelige tab af kronprinsen måtte kong Henrik 7. overveje, hvad han skulle gøre med den unge prinsesse, og hvordan han kunne beholde hendes medgift. Resultatet blev, at hun skulle indgå ægteskab med Arthurs lillebror, den senere Henrik 8., der var fem år yngre end hende. Imidlertid døde Katharinas mor Isabella, og Katharina blev mindre værd på ægteskabsmarkedet. Ægteskabet blev udskudt til Henrik blev ældre, men problemer opstod, da kongen ikke kunne få resten af den aftalte medgift. Katharina levede derfor som fange på Durham House i London, hvor hun måtte sælge sine ejendele for at sørge for sine hofdamer og ansatte.
Ægteskabet med Henrik afhang også af paven, da loven forbød ægteskab mellem en bror og hans enke. Katharina bevidnede, at ægteskabet med Arthur aldrig var fuldbyrdet, og at hun stadig var jomfru. Det var vigtigt, da ægteskab kun var legalt, hvis det var fuldbyrdet.

## Ægteskab med Henrik
Katharinas andet ægteskab stod den 11. juni 1509, syv år efter prins Arthurs død. Hun blev gift med Henrik i Greenwish Church. Hun var 23 år og Henrik få dage fra at blive 18.

### Kroning
Lørdag den 23. juni blev parret modtaget af en stor og ivrig menneskemængde. Som det var kutyme, tilbragte de natten før deres kroning i særlige værelser på Tower of London. Midsommerdag 1509 24. juni blev Henrik 8. og Katharina salvet og kronet af ærkebisp William Warham ved en overdådig fest i Westminster Abbey. Efter kroningen var der fest for parret i Westminster Hall, hvor mange modtog Order of the Bath i dagens anledning.

### Graviditeter og børn
Den 31. januar 1510 fødte Katharina en pige, der var død ved fødslen. Sønnen Henrik, hertug af Cornwall, blev født nytårsdag 1511, men døde 52 dage efter. I 1513 var Katharina atter gravid. Henrik udnævnte hende til regent, da han skulle til Frankrig med hæren.
Da skotterne invaderede England, blev de slået tilbage i slaget ved Flodden med Katharinas støtte til hæren: Hun red i fuld rustning i spidsen til trods for, at hun var højgravid. Hun sendte den døde skotske kong Jakob 4. af Skotlands blodige jakke med et brev til Henrik efter sejren.
Da Henrik vendte tilbage fra Frankrig, havde Katharina mistet endnu en søn. Drengen var enten dødfødt eller død kort efter fødslen. I november 1514 fødte hun endnu en død dreng. Men den 18. februar 1516 fødte hun en sund og velskabt pige, der blev døbt Maria tre dage efter fødslen. I 1518 blev Katharina gravid for sidste gang, og den 10. november fødte hun en datter, der døde kort efter.
Katharinas tro hjalp hende gennem de hårde graviditeter. Hun forsatte med at samle viden og sørgede for at hendes datter, Maria, fik den bedste undervisning. Uddannelse blandt kvinder blev udbredt på grund af dronningen, og hun donerede store summer til forskellige højere uddannelsesinstitutioner. Tudordynastiet var endnu nyt og tronen ikke sikker; derfor var det nødvendigt for Henrik at få en mandlig arving til tronen. En lang krig 1135-54 begyndte, da Matilda af England arvede tronen. Det og Rosekrigene var i frisk erindring hos folket, der havde fået nok af krig.

## Kongens forelskelse
I 1525 blev Henrik 8. dybt forelsket i Katharinas unge hofdame Anne Boleyn. Dronningen tog det roligt, da Henrik altid havde været hende utro og altid var vendt tilbage til hende. Men dronningen kunne ikke få flere levedygtige børn, og Henrik var besat af Annes ungdom: hun var 10-17 år yngre end ham og kunne få sønner. Henrik havde også fået den opfattelse, at hans ægteskab med Katharina var tvivlsomt på grund af hendes ægteskab med Arthur og ledte efter løsninger i Bibelen. Der stod, at selv om et ægteskab ikke var fuldbyrdet, var det forkert i Guds øjne, også selv om han havde fået dispensation fra paven i Rom. Det er muligt, at ideen om at få ægteskabet annulleret har været forlagt Henrik tidligere. Nu blev det en besættelse for ham.
Han tilbød Katharina, at hun kunne gå i nonnekloster, men hun svarede trodsigt: "Gud har aldrig kaldt mig til et nonnekloster, jeg er kongens eneste og legitime dronning". Kongen håbede derfor på, at hans appel til paven ville give det ønskede resultat. Han sendte sin sekretær, William Knight, til pave Clemens 7. for at få ham til at ændre den dispensation, som hans forgænger pave Julius 2. havde givet.
Paven var fange af Katharinas nevø Karl 5. efter plyndringen af Rom i 1527. Det gjorde det vanskeligt for William Knight at få foretræde for ham. Til slut måtte Henriks udsending vende hjem med uforrettet sag, og kongen havde nu intet andet valg end at overlade sagen i Thomas Wolseys hænder, og Wolsey gjorde hvad han kunne for at træffe en afgørelse i kongens favør. Wolsey gik så langt, at han indkaldte de engelske gejstlige med repræsentanter fra paven i Henrik 8. og Katharinas nærvær. Men paven have ingen intentioner om at overlade afgørelsen til England og tilbagekaldte afgørelsen. Hvor meget det betød for paven at være i Karl 5.'s fangenskab er svært at sige, men Henrik anså det for usandsynligt, at paven ville ophæve ægteskabet, da paven var i hustruens nevøs magt. Paven forbød Henrik at indgå et ægteskab, før der var truffet en afgørelse i Rom. Wolsey havde dermed fejlet og blev forvist fra hoffet i 1529. Wolsey begyndte nu at lave et hemmeligt komplot mod Anne Boleyn for at sende hende i eksil og indledte en korrespondance med paven. Da den blev afsløret, beordrede Henrik 8. Wolsey arresteret, og var det ikke fordi, Wolsey allerede var alvorligt syg og døde i 1530, var han blevet halshugget. Et år senere blev Katharina forvist fra hoffet, og hendes gamle værelser blev Annes. Da ærkebispen af Canterbury, William Warham, døde blev det familien Boleyns præst, Thomas Cranmer, der fik embedet.
Da Henrik besluttede at annullere sit ægteskab med Katharina, blev John Fisher hendes mest betroede rådgiver og en af hendes varmeste fortalere. Han var i retten for at tale hendes sag og chokerede med sit direkte sprog, og han erklærede, at lige som Johannes Døberen havde gjort, var han villig til at dø for denne sag. Henrik blev så rasende, at han skrev et langt brev på latin som svar på hans tale. Det eksisterer stadig med Fishers anmærkninger i marginen. Det viser, hvor lidt han frygtede Henrik 8.'s vrede. Andre, der støttede Katharinas sag var Thomas More, Mary Rose Tudor (kongens søster), Maria de Salinas, Karl 5., pave Paul 3., Martin Luther og William Tyndale.

## Senere år
Kongen vendte hjem med sit følge til Dover efter et møde med den franske konge Frans 1. af Frankrig i Calais og ægtede Anne Boleyn ved en hemmelig ceremoni. Mange spekulerede på, om Anne allerede var gravid, men det blev afvist at kilder tæt på parret, der hævdede, at Anne nægtede at gå i seng med kongen, før de var lovformeligt gift. Grunden kan være, at Anne havde set, at hendes søster Mary Boleyn blev vraget efter et stykke tid som kongens elskerinde. Den 23. maj 1533 samlede Cranmer en jury, der afsagde dom over Henriks ægteskab med Katharina. Dommen lød, at ægteskabet var ugyldigt, selv om Katharina stædig fastholdt at hun havde været jomfru fra begyndelsen. Cranmer gjorde fem dage efter 28. maj 1533 ægteskabet Henrik havde indgået med Anne gyldigt.
Til sine dages ende kaldte Katharina sig Henriks eneste lovmæssige hustru og Englands eneste retmæssige dronning; og hendes tjenestefolk tiltalte hende dronning. Imidlertid nægtede Henrik hende retten til den titel, men gav hende dog den nye titel "enkedronning prinsesse af Wales" i sin anerkendelse af, at hun havde været hans brors kone
I 1535 blev hun flyttet til Kimbolton Castle i Cambridgeshire, hvor hun blev resten af sine dage i et værelse, som hun kun forlod, når hun gik til messe. Hun bar en bodsskjorte fra franciskanerordenen og fastede. Hun havde tilladelse til at modtage besøgende, men havde forbud mod at se sin datter Maria. De måtte heller ikke skrive sammen, men sympatisører smuglede breve mellem dem. Henrik tilbød dem bedre boliger og tilladelse til at se hinanden, hvis de ville anerkende Anne som hans nye dronning, hvilket de nægtede.
Sent i december i 1535 skrev Katharina på dødslejet testamente til sin nevø, Karl 5., hvori hun bad ham beskytte sin datter. Hun skrev derefter et sidste brev til sin kæreste herre, konge og ægtemand:

"My most dear lord, King and husband,
The hour of my death now drawing on, the tender love I ouge [owe] thou forceth me, my case being such, to commend myselv to thou, and to put thou in remembrance with a few words of the healthe and safeguard of thine allm [soul] which thou ougte to preferce before all worldley matters, and before the care and pampering of thy body, for the which thoust have cast me into many calamities and thineselv into many troubles. For my part, I pardon thou everything, and I desire to devoutly pray God that He will pardon thou also. For the rest, I commend unto thou our doughtere Mary, beseeching thou to be a good father unto her, as I have heretofore desired. I entreat thou also, on behalve of my maides, to give them marriage portions, which is not much, they being but three. For all mine other servants I solicit the wages due them, and a year more, lest they be unprovided for. Lastly, I makest this vouge [vow], that mine eyes desire thou aboufe all things.
Katharine the Quene"'

Hun døde på Kimbolton Castle den 7. januar 1536. Dagen efter nåede nyheden om hendes død kongen. Ifølge Edward Hall bar Anne Boleyn gult denne dag, hvilket kan tolkes på forskellige måder. Polydore Verdil tolkede det, som Anne slet ikke sørgede, og Chapuys støttede denne teori med, at kongen havde beordret alle i gult for at fejre nyheden og lavede et stort nummer af hans og Annes datter Elizabeth, hvilket blev anset som vulgært af mange. En anden teori var at gult blev båret i respekt, da gult i Spanien var udtryk for sorg. Dage efter hed det, at både kongen og Anne sørgede over Katharinas død.
På dagen for Katharinas begravelse aborterede Anne en søn. Det førte til hendes henrettelse. Spekulationer cirkulerede om, at Katharina var forgiftet af Anne, Henrik eller dem begge, da især Anne have truet med det. Rygterne blev stærkere, da der efter sigende blev fundet sort væske i Katharinas hjerte, hvilket kunne have været forårsaget af gift. Moderne læger er enige om, at væsken skyldtes kræft, hvilket var ukendt på den tid.

## Efter døden
I datteren Maria 1. af Englands regeringstid blev hendes ægteskab med Henrik 8. af England erklæret "godt og gyldigt". Hendes datter havde desuden også adskillige portrætter af Katharina, da der efter Katharinas død blev lavet mange malerier af hende, specielt da hun bad kongen om at ændre mening om annulleringen af deres ægteskab. Hendes gravsted er i Peterborough Cathedral, og der ligger næsten altid en buket med hendes spanske mærke, granatæblet, til dronning Katharina af England.
I det 20. århundrede fik Georg 5. af Storbritanniens dronning Mary af Teck åbnet graven og fik hende standsmæssig begravet som dronning Katharina af England. Hvert år bliver der læst en messe for hende og bedt, tændt lys, lagt granatæbler, blomster etc. Desuden findes der i hendes fødeby i Spanien en statue af hende som ung. Hun holder en bog og en rose.

## Bøger og film
Der er gennem årene skrevet meget om denne dronning ikke mindst på grund af hendes ægtemand Henrik og deres datter Maria.
The Education of Christian Women af Juan Luis Vives dedicerede han til hende for hendes store interesse for kvinders muligheder ved uddannelse.
- I 2007] skrev forfatteren Philippa Gregory romanen Den evige prinsesse, der handlede om hendes tid i Spanien, det korte ægteskab med Arthur og tiden som Englands dronning.
- Philippa Gregory skrev før den romanen Kongens frille om Mary Boleyn, hvor man også får et billede af Katharina.
- Katharine, The Virgin Widow", "The Shadow of the Pomegranate" og "The King's Secret Matter" (senere blev den udgivet under "Katharine of Aragon") af Jean Plaidy
- The King's Pleasure af Norah Lofts
- Murder Most Royal af Jean Plaidy

Derudover en mindre rolle i:
- The Dark Rose, Volume 2 af The Morland Dynasty af Cynthia Harrod-Eagles
- Wolf Hall af Hilary Mantel

### Teater og tv
Katharina kan ses i talrige film og serier, da hendes skæbne altid har fascineret:
- Sarah Siddons i det 18. århundrede i Shakespeares stykke Henry VIII. Hun fortalte Samuel Johnson at rollen som dronning Katharina var hendes yndlingsrolle.[15]

- Violet Vanbrugh i kortfilmen af William Shakespeares stykke Henry VIII (første gang rollen blev spillet på film).
- Den tyske skuespillerinde Hedwig Pauly-Winterstein i filmen Anna Boleyn.
- Rosalie Crutchley i The Sword and the Rose, der handlede om Mary Tudors affære med Charles Brandon i 1515 (Crutchley spillede senere Henriks sjette hustru Katherine Parr i tv-serien The Six Wives of Henry VIII ).
- Den græske skuespillerinde Irene Pappas i Hal B. Wallis' film Anne of the Thousand Days.
- Frances Cuka i filmen fra 1973 Henry VIII and his Six Wives, hvor Keith Michell havde rollen som Henrik 8. af England.
- Claire Bloom i 1979 rollen i Shakespeares Henry VIII.
- Den engelske skuespillerinde Annette Crosbie i tv dramaserien fra BBC Catherine of Aragon, i serien om The Six Wives of Henry VIII.
- Annabelle Dowler i Dr. David Starkeys dokumentarserie fra 2001 om Henriks seks koner.
- Den spanske skuespillerinde Yolanda Vasquez i den engelske tv version af Den anden søster i januar 2003, hvor Jared Harris spillede Henrik og Natascha McElhone Mary Boleyn.
- Assumpta Serna i den todelte tv serie, Henry VIII hvor Ray Winstone spillede Henrik. Første del handlede om kongens liv fra fødslen af hans uægte søn, Henry FitzRoy, og anden del om Henriks liv til han fik Anne Boleyn henrettet i 1536. David Suchet havde rollen som Thomas Wolsey.
- Maria Doyle Kennedy i tv serien fra 2007, The Tudors hvor Jonathan Rhys Meyers spillede rollen som kong Henrik. For sin rolle som dronning modtog Kennedy IFTA Award for bedste skuespillerinde i en birolle, og en Gemini Award for bedste birolle i en drama serie.
- Ana Torrent i filmudgaven af romanen Den anden søster af Philippa Gregory med Eric Bana som kongen.
- Virginia Weeks i Six Dead Queens and an Inflatable Henry, en af kun tre udgaver hvor udseendet vist passer med virkeligheden.
- Victoria Pelro i filmen The Twisted Tale of Bloody Mary fra 2008.
- Hun blev spillet af Siobhan Hewitt i dokumentaren fra 2009 Henry: Mind of a Tyrant. Den viste Katharina, som hun blev set i samtiden.
- Kate Duchêne i Shakespeares Henry VIII på Globe Theatre.
- Charlotte Hope i The Spanish princess (2019).